# ناحیه الحساسنه
ناحیه الحساسنه (به عربی: دائرة الحساسنة) یک ناحیه در الجزایر است که در استان سعیده واقع شده‌است.